# 풀가사리
풀가사리는 풀가사리과에 속하며 학명은 Gloiopeltis tenax이다. 적갈색 한해살이 바닷말로 주요한 종류는 참가사리, 풀가사리, 꽃가사리 등 3종이다. 참가사리는 높이 10-20cm로 몸체가 원기둥 모양이거나 조금 납작하고, 가지가 여러번 2갈래로 갈라져 부채꼴을 이룬다. 가지의 내부는 사상세포와 점질로 가득차 있다. 풀가사리는 높이 5-15cm로 몸체가 원기둥 모양이고, 조금 불규칙적으로 가지가 갈라지며 체형은 생육지에 따라 변화가 많다. 가지는 속이 비어 있으며 군데군데 잘록한 곳이 있다. 꽃가사리는 높이 1-4cm로 몸체가 작다. 잔가지가 빽빽이 나며, 가지 끝이 빗살처럼 퍼진다. 모두 바다에 접한 암반의 조간대 상부와 중부에 걸쳐 군락을 조성하며 겨울과 봄에 걸쳐 무성하게 자라고 초여름에 성숙하여 포자를 만든다. 풀가사리는 옷감에 사용하는 풀, 도자기용 그림물감, 회반죽용 호료 등으로 쓰이고 생선회·샐러드 등으로 식용한다.

## 참고 자료
- 이 문서에는 다음커뮤니케이션(현 카카오)에서 GFDL 또는 CC-SA 라이선스로 배포한 글로벌 세계대백과사전의 내용을 기초로 작성된 글이 포함되어 있습니다.